# 东北义园
39°59′52″N 116°18′05″E / 39.99777599999999°N 116.301381°E
东北义园，位于北京市海淀区颐和园路17号，是北京市属陵园之一。

## 简介
东北义园的历史可追溯至清朝康熙年间，清朝康熙、雍正、乾隆、嘉庆、道光、咸丰六朝，这里均是大学士、翰林居住的园林。清朝咸丰十年（1860年）及光绪二十六年（1900年），该园先后遭英法联军和八国联军劫掠，变为废园。
九一八事变之后，大批东北军官兵及东北籍民间人士入山海关来到北平，许多难民也涌入北平，一些东北籍人士在山海关内逝世。1933年，东北军少帅张学良主持成立的“东北难民救济院”决定出资购买一处墓地，用以安葬这些东北籍人士，这就是东北义园。1935年建成时，东北义园的总占地面积为三百多亩，张学良亲自担任东北义园第一任管理委员会主任。
1930年代末至1940年代初，东北义园主任王春元曾在东北义园空地引种“大久保”、“岗山白”等十余个优良品种桃子，以“东北义园大蜜桃”享誉北平。
东北义园管理委员会委员长万福麟。委员李友蘭、胡毓坤、鲍毓麟、高纪毅、于省吾、吴瓯、邵文凯、沈振荣、石渭、萧正卿、刘哲、门致中、萧振瀛、富占魁、翟文选、齐耀珊、栾贵田、叶弼亮、宋常延、李海春、祁大鹏、庞作屏、史靖寰、张复、张乐山、潘经武、杜超傑、马曼卿、张振鹭、刘鹤龄、姚东翰、王瑞之，其中常委7人：高纪毅、邵文凯、李友蘭、史靖寰、李海春、胡毓坤、栾贵田。公墓经理为高纪毅。
1961年3月，北京市民政局接管东北义园，将其改名为“西苑公墓”。后来，又更名为“西苑福利园艺场”。1992年6月，北京市殡葬管理处接管，更名为“西静园公墓”。1993年，北京市西静园管理处经市编办批准成立，为副处级殡葬事业单位，隶属北京市殡葬管理处，下辖外侨公墓和西静园公墓。2007年10月，北京市殡仪服务中心奉命正式接管西静园公墓，将其恢复原名“东北义园”。
该墓园分成东、西两院，分为“忠”“孝”“节”“义”四个墓区，意在纪念流亡山海关内客死他乡的东北义士“尽忠保国、尽孝卫家、尽节抗日、尽义结盟”之举。安葬在此的名人有张作相、張廷樞、于凤楼（于凤至胞兄）、彭贤（东北边业银行总裁）、高维岳、于珍等等。此外，1948年北平七五惨案中遇难的8名东北籍大学生也葬在东北义园。 2012年9月，东北义园成为北京市爱国主义教育基地。
2011年11月22日，北京市海淀区人民政府《关于“东北义园”有关情况的报告》（海政报〔2011〕31号）印发。

## 安葬名人
东北义园安葬的名人主要有：
忠区
- 高纪毅
- 刘棠廷、高亚英
- 彭相亭
- 饶孟任
- 张作相
- 金鼎臣
- 韩麟生
- 于珍
- 翟文选
- 劉維勇
- 汲金纯
- 邓之诚
- 李绍白
- 汪逢春
- 王樹翰[7]

孝区
- 周濂
- 高维岳
- 丛兆麟
- 宋文郁
- 李绍庚
- 娄学熙、刘滌华
- 东北流亡学生烈士墓（李福维、卜鸿勋、贺守志、徐国昌、杨龙云、吴肇泰、孙德馨、韩德林）

节区
- 邴克庄
- 馮廣民
- 王家桢
- 刘海泉
- 马辉堂
- 张云川
- 刘云涛（刘佛丁之父）[8]
- 罗清媛（溥儒的嫡妻）

义区
- 段中藩[9]

除了上述名人之外，据说东北义园还有杨宇霆后人墓，郭松龄墓，香港导演李翰祥父母墓，但具体位置及情况不详。